# Мавлюкасова, Гульсина Галимовна
 Гульсина́ Гали́мовна Мавлюка́сова (баш. Мәүлекәсова Гөлсинә Ғәлим ҡыҙы) (род. 19 февраля 1981, Уфа) — балерина, Заслуженная артистка России (2024), Народная артистка Республики Башкортостан (2008), дипломант и призёр международных конкурсов.

## Биография
Гульсина Галимовна Мавлюкасова родилась 19 февраля 1981 года в г. Уфе. Отец Галим Мавлюкасов — музыкант, заслуженный артист РБ.
В 1999 году Гульсина Галимовна окончила Башкирское хореографическое училище им. Р. Нуреева (класс народной артистки России и Башкортостана, лауреата Государственной премии имени С. Юлаева Л. Куватовой).
В 1996 году, ещё студенткой, она начала работать в балетной труппе Башкирского государственного театра оперы и балета. С 2000 года — ведущая солистка театра. В 2001 году работала по контракту в Санкт-Петербурге в балетной труппе К. Тачкина.
Гульсина Галимовна — участница Международного Фестиваля балетного искусства имени Р.Нуреева в Уфе, на котором выступала с И. И. Иебра (Римская опера), Д.Тамазлакару (Берлинский театр Staatsballet), М. Перетокиным (Большой театр), А. Меркурьевым (Большой театр) и др.
В 2006 году танцевала в балете «Аркаим» Л. Исмагиловой, показанном на VII Международном Волковском Фестивале в Ярославле. Спектакль стал лауреатом премии Правительства России имени Ф. Волкова.
В 2008 году в составе делегации Республики Башкортостан выступила в гала-концерте мастеров искусств в штаб-квартире Юнеско во Франции.
В 2010 году участвовала в гала-концертах, посвящённых «Году России-Франции» (Париж и другие города Франции).
Гульсина Мавлюкасова выступает во всех спектаклях текущего репертуара Башкирского театра оперы и балета, премьерных постановках, концертных программах и юбилейных вечерах.
Семья: муж Ильдар Маняпов (артист балета, народный артист Башкортостана), дочь.

## Репертуар
Сильфида (Х.Левенсхольд «Сильфида»), Жизель, Мирта, Вилиса (А. Адан «Жизель»), Франциска (И. Штраус «Голубой Дунай»)
Пахита, вариации (Л. Минкус «Пахита»), Китри, Видение Китри, Мерседес, Уличная танцовщица, Дриада, Первая вариация, Болеро (Л. Минкус «Дон Кихот»), Никия, Гамзатти, Индусский танец (Л. Минкус «Баядерка»), Вакханка, Нимфа (Ш. Гуно «Вальпургиева ночь»), Седьмой вальс и мазурка («Шопениана»), Одетта-Одиллия, Испанская невеста, Русская невеста, Большой лебедь, Па-де-труа (П. Чайковский «Лебединое озеро»), Аврора, Фея Сирени (П. Чайковский «Спящая красавица») , Мари, Индийская кукла, Французская кукла (П. Чайковский «Щелкунчик»), Зарема (Б. Асафьев «Бахчисарайский фонтан»), Джульетта (С. Прокофьев «Ромео и Джульетта»), Золушка (С. Прокофьев «Золушка»), Кармен (Ж. Бизе — Р. Щедрин «Кармен-сюита»), Зайтунгуль (Л.Степанов, З.Исмагилов «Журавлиная песнь»), Йондоз (Л. Исмагилова «Аркаим»), Тётя Полли (П.Овсянников «Том Сойер»)

## Концертные номера
- «Классическое Па-де-де» (муз. Д. Обера)
- «Умирающий лебедь» (муз. К. Сен-Санса, хореография М. Фокина)
- «Встреча» (муз. П. Даллио, хореография Д. Проценко)
- «Адам и Ева» (муз. А. Петрова, хореография Я. Лившица)
- «Из моря» (муз. Э. Морриконе, хореография Р. Абушахманова)

## Гастроли
Выезжала на гастроли в Италию (2000, 2003), Египет (2003, 2005), Португалию (2005), Таиланд (2006, 2008), Францию (2007), Бразилию (2007), Китай (2008), Великобританию (2001), Казахстан (2000, 2001), Грецию (2008), Германию (2009), Испанию (2010), Францию (2010).

## Награды и звания
- Заслуженная артистка России (2024)[1].
- Народная артистка Республики Башкортостан (2008).
- Заслуженная артистка Республики Башкортостан (2001).
- Специальный приз «Принцесса русского балета» Международного конкурса «Арабеск-2000»
- Лауреат премии Международной организации «ТЮРКСОЙ» (2003)
- Диплом и специальный приз прессы «За обаяние и красоту» Международного конкурса «Арабеск-2004»